# Le Samouraï virtuel
Le Samouraï virtuel (titre anglais : Snow Crash) est un roman de Neal Stephenson, paru en 1992, se déroulant dans un univers futuriste parfois qualifié de cyberpunk ou, plus précisément, de postcyberpunk. En donnant une fin positive à un univers dystopique, ce roman a ouvert une nouvelle branche de la science-fiction. 

## Thèmes et éléments de réflexion
Le roman met en scène une Amérique très proche du moment présent où les sectes religieuses et les mafias prolifèrent sur fond de désorganisation de l'État fédéral américain et de la plupart des États, ce qui entraîne des flots de réfugiés. La religion du pentecôtisme est particulièrement visée car ce mouvement incite ses adeptes à « parler en langues ». La glossolalie est un thème central du roman. 
Mêlant théories linguistiques sur les structures profondes du langage, mythes sumériens et hypothèses anthropologiques sur le développement des religions après Babel, le roman imagine un monde apocalyptique où un magnat qui a découvert des moyens de contrôler l'esprit humain s'en sert pour accroître son pouvoir. Son ambition sera contrariée par un hacker devenu provisoirement livreur de pizzas, allié à une experte en anthropologie et neurolinguistique ainsi qu'à une adolescente qui fait des livraisons de courrier ultra-rapides grâce à sa planche à roulette. Le hacker peut fort heureusement compter sur le savoir illimité que lui donne son accès au Métavers, anticipation du Web sous la forme d'un univers virtuel comme Second Life. Le recours à nombre de gadgets high-tech issus du développement des nanotechnologies et du génie biomédical contribue à créer un effet de défamiliarisation typique de la science-fiction.
Tout en posant des questions sur le fonctionnement du langage, cet ouvrage repose sur l'idée que le cerveau serait sensible à des virus. Toutefois, il ne s'agit pas ici du virus de l'idéologie qui se transmet sous forme linguistique (le mème théorisé par Richard Dawkins), mais d'un virus transmis de façon visuelle et qui s'attaquerait directement au « système opératoire » du cerveau des programmeurs par affichage sur écran de symboles apparemment indéchiffrables (d'où le titre original Snow crash). Il n'y a donc pas lecture, comme le remarque Walter Benn Michaels, car le cerveau est infecté de la même manière que peut l'être un ordinateur sans rien comprendre à ce qui lui arrive. Tout comme l'ordinateur exécute le programme qu'il est censé « lire », le cerveau du programmeur exécute automatiquement le programme viral à la lecture duquel il se trouve exposé.

## Les principaux personnages
- Le bien nommé Hiro Protagoniste, hacker ayant participé à la conception du Métavers
- Y.T., quinze ans, blonde et kourier
- Raven, aléoute
- L. Bob Rife, magnat

## Franchulate
Dans le roman, le néologisme Franchulate (de Franchise et Consulate) désigne une zone économique et politique liée à un monde virtuel (Métavers). Il s'agit d'un monde privatif reproduisant ou structurant un système politique complet dans lequel le code informatique fait office de Loi.

## Éditions françaises
- Le Samouraï virtuel, Robert Laffont, collection Ailleurs et Demain no 153, février 1996  (ISBN 2-221-07946-9) ;
- Le Samouraï virtuel, J'ai lu, collection SF no 7221, mars 2000  (ISBN 2-253-07221-4) ; réédition en février 2003 ;
- Snow Crash, Bragelonne, collections Science-fiction no 31, 26 février 2009  (ISBN 978-2-35294-269-6) ;
- Snow Crash, Milady, collections Imaginaire no 180, 21 novembre 2014  (ISBN 978-2811213596).
- Le Samouraï virtuel, Le Livre de Poche no 34409, collection Imaginaire, 15 mars 2017  (ISBN 9782253083184), traduction de Guy Abadia